# David Klavins
David Klavins (Bonn, 5 de juliol de 1954) és un alemany-letó fabricant de pianos. Amb el seu Modell 370 (1987) va llançar el piano més gran del món. El 2012, una versió digital del Modell 370 va ser publicada com a sintetitzador musical sota el nom El gegant.

## Vida
El 1945, els pares de David Klavins, Pauli i Zeltite, van arribar a Alemanya com refugiats des de Letònia. David és el tercer de vuit fills. La seva mare tocava el piano i el seu pare era violinista. Després d'acabar l'escola el 1971, David Klavins va començar un aprenentatge com a fabricant de piano al Wilhelm Schimmel Pianofortefabrik a Braunschweig. El 1976, va començar el seu negoci propi, el "Klavierhaus Klavins" a Bonn. Principalment es va dedicar a restaurar i vendre pianos de gran cua de segona mà. El 1980, David esdevingué mestre artesà, el qual, dins Alemanya, significar que pot educar aprenents oficialment.

### Modell 370

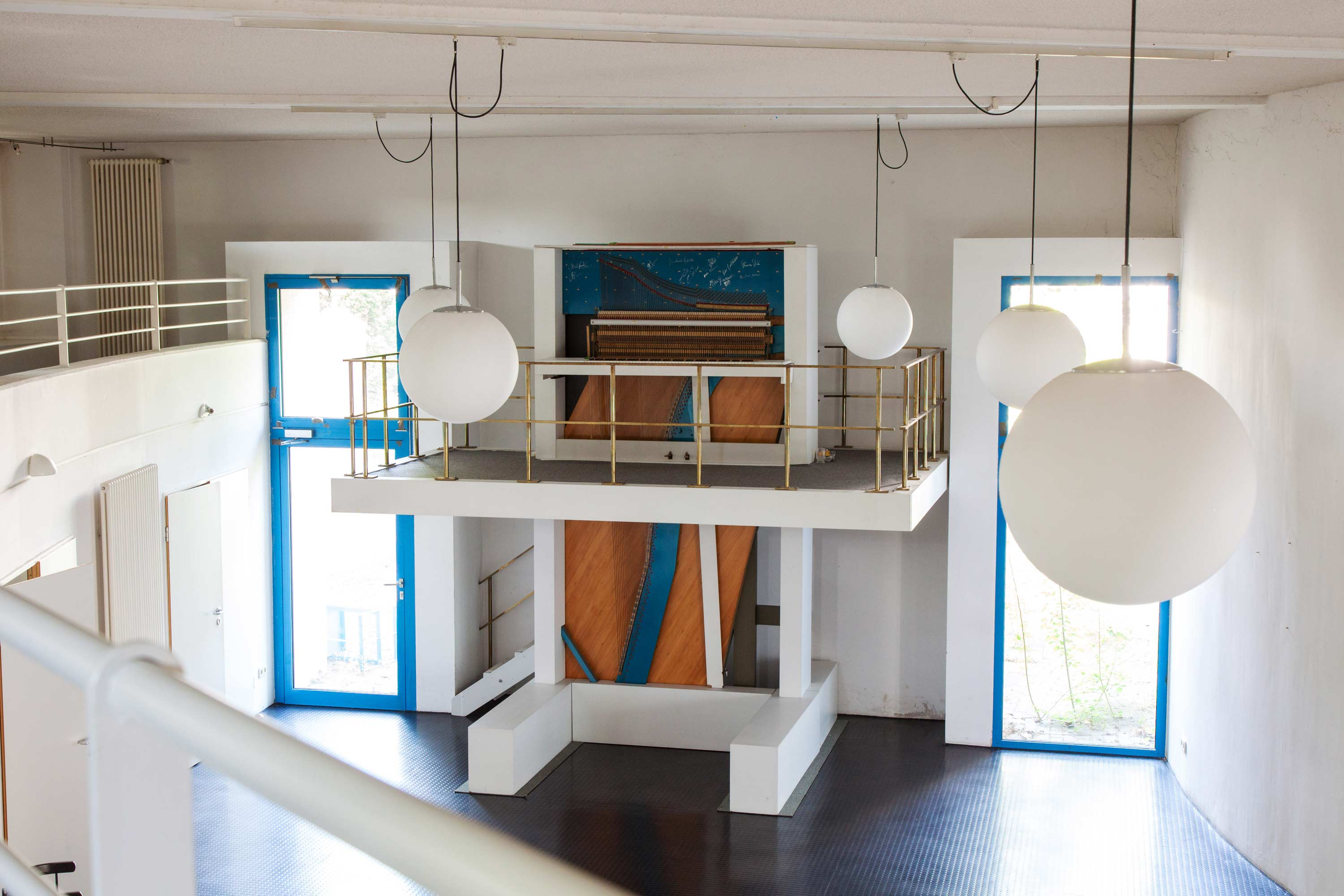
Piano Modell 370 de 370 centímetres d'alçada

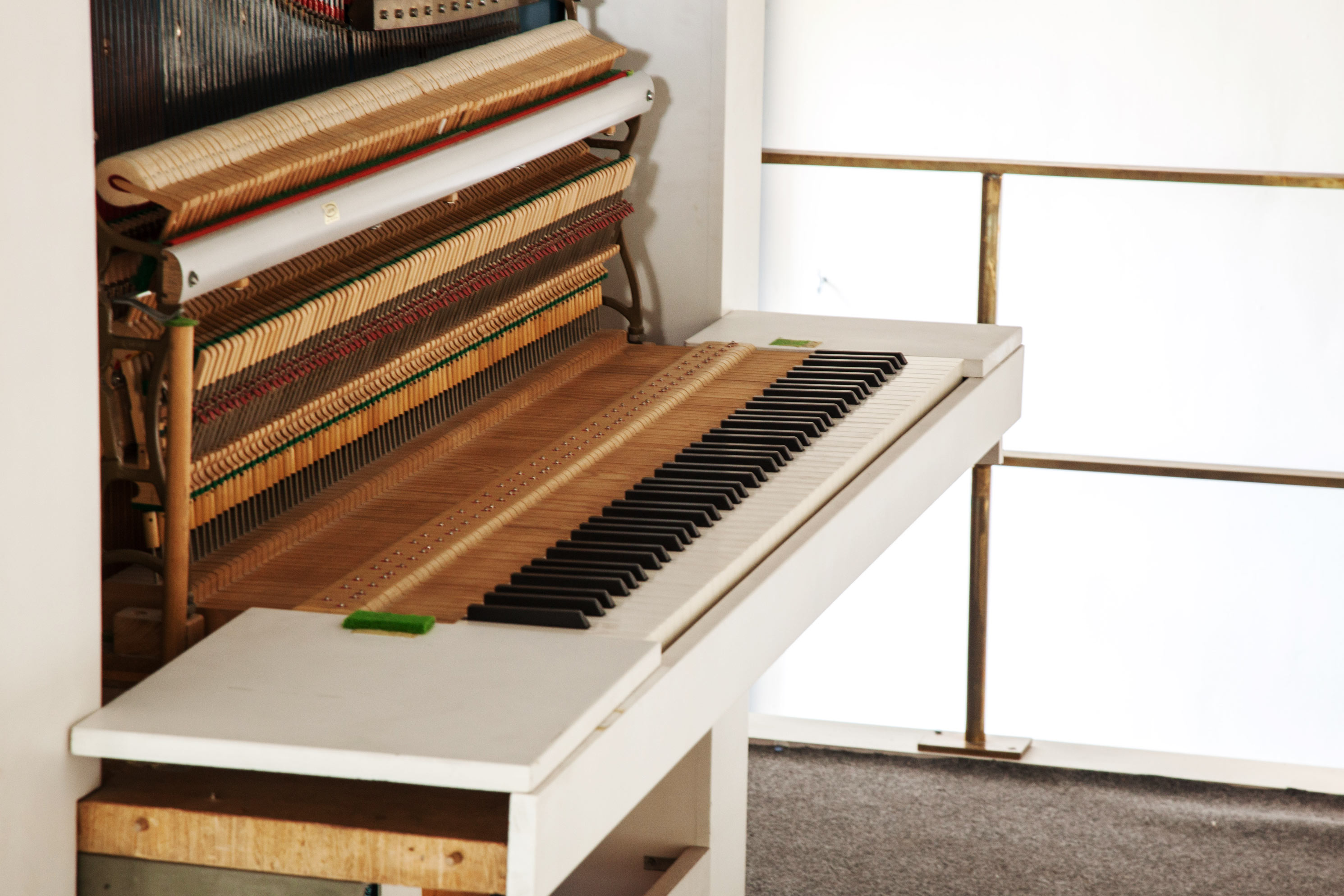
Detall del Modell 370, pis superior.

Mentre restaurava i estudiava l'arquitectura de pianos de gran cua, Klavins esdevingué un crític de la manera tradicional en la qual es construïen aquests instruments. Deia que els materials comunament utilitzats en la fabricació del piano comú estan desfasats i no reflecteixen l'estat actual de la ciència de materials. Amb aquest enfocament, Klavins va dissenyar un piano amb una mida, forma i construcció interna que es basava en el coneixement modern d'acústica més que en les directrius de construcció utilitzades històricament en la construcció de pianos tradicional.
El novembre 1987, va presentar el Klavins Klavier Modell 370 al públic a la ciutat alemanya de Bonn. El seu nom ve de la seva alçada: 370 centímetres. En contraposició als pianos de gran cua que són construïts horitzontalment, el Modell 370 està disposat verticalment. Pesa dues tones i té una alçada de més de dos pisos. El pianista seu en el banc en el pis superior, mentre la part principal de les cordes i el cos de ressonància continuen sota els seus peus. A causa d'aquesta construcció, la caixa de ressonància, responsable de l'amplitud acústica de l'instrument, és el doble de mida d'un piano de gran cua ordinari. Aquesta característica fa que el piano tingui un so ric i un espectre més gran de sobretons. La corda més greu mesura 3,03 metres de llargada – aproximadament tres cops més llarg que en un piano estàndard. Actualment, el Modell 370 és el piano més gran del món.
L'instrument va ser tocat per primera vegada en públic pel pianista clàssic Cyprien Katsaris. Avui en dia, està emmagatzemat al Pfleghofsaal de l'Institut De Ciència de Música, Universitat Eberhard Karls Universitat, Tübingen. Klavins mai va pretendre produir l'instrument en sèrie. Molts pianistes han demanat a Klavins un piano de gran cua (construït horitzontalment) que fes servir la seva tècnica de construcció. Això va portar Kalvins a idear el Modell 408, el qual està previst entri en producció a l'estiu del 2014. Al maig 2012, el desenvolupador de programari de música berlines Native Instruments va llançar el Modell 370 com a instrument sintetitzat, mostrejat per Uli Baronowsky, sota el nom "El Gegant".

### Una corda
El 7 de juny de 2014, en estreta col·laboració amb Nils Frahm, el piano Una Corda va ser llançat. L'estructura és similar a la del Modell 370, que compta amb un disseny obert, sense tapa, i 64 tecles cordades individualment, sumant un pes total de 100 kg. Subseqüentment, el 10 de juny, 2014, Nils Frahm va donar una demostració en públic a l'hotel Michelberger a Berlín.

### Segell musical
Amb l'objectiu de publicar música que s'interpreta tocant el Modell 370, David Klavins va fundar el 1988 el seu propi segell discogràfic "Klavins Music", que més tard va ser comprat per "Elite Music" de Taiwan i Àsia-BMG. Entre els pianistes que enregistren per aquest segell s'inclouen Michael Ponti, Thomas Duis, Joachim Arnold, Gülsin Onay, Michael Denhoff, Simon Nabatov i Wadik Polyonow.

### Viatges
El 1988, David Klavins es va traslladar al país dels seus pares, Letònia, i va treballar en el món de la política. Per tal de prosseguir la seva investigació pianística, el 2006 es va traslladar a Woodbridge, Connecticut. El 2011 va tornar a Alemanya i ara viu a Balingen, prop de Stuttgart.